# منتخب منغوليا لكأس ديفيز
منتخب منغوليا لكأس ديفيز هو ممثل منغوليا الرسمي في كرة المضرب في كأس ديفيز.